# 萊威林濕皮傘
萊威林濕皮傘（學名：Humidicutis lewelliniae），俗稱淡紫色破裂裂蠟帽（mauve splitting wax-cap）, 是一種是一種廣泛分佈於澳大利亞東部和新西蘭的濕皮傘屬真菌。這種真菌非常常見，經常於秋季在森林地面上的青苔或枯枝落葉上出現，並且是以腐生营养的方式生長。這種真菌最顯著的特點是其邊緣破裂的紫色菌蓋。

## 分類
1882年，匈牙利真菌學家卡羅利·科卓布倫納將這種真菌劃入蠟傘屬，並將之命名為萊威林蜡伞伞。1940年，布里特班卡將這種真菌改為劃入濕傘屬，並將之更名為萊威林濕傘。1997年，澳大利亞真菌學家安東尼·M·楊將這種真菌改為劃入濕皮傘屬，並將之改為現名。這種真菌的正模標本是於1880年6月14日由一位名叫萊威林的女士在洋口港附近找到，並將之交予澳大利亞植物學家费迪南德·冯穆勒。因此，這種真菌便以那位女士命名。該正模標本在第一次世界大戰中被破壞了。而愛德華·約翰·亨利·科納在婆罗洲亦找到相同的品種。

## 描述
萊威林濕皮傘是一種細小的真菌，其菌蓋直徑為3–6.5厘米（1⅓–2½英寸），起初呈錐形，隨著年齡增加變成扁平形。其表面光滑，顏色為紫紅色或淡紫色。其菌蓋的質地為射狀的纖維，並且在菌蓋邊緣會分裂，而其菌褶則填補了裂縫。其菌柄長3–7厘米（1⅓–2½ in英寸），厚0.4–0.8厘米，呈紫色，底部略帶黃色。其孢子印為白色，而玻璃樣的擔孢子則或多或少是橢圓形的，大小約為5.5 x 9微米。

## 分佈及生境
萊威林濕皮傘是一種常見的真菌。子實體通常會在秋季和冬季（3月至8月）出現，部份更加會在10月出現。這種真菌通常在硬叶林或雨林的苔蘚或枯枝落葉上出現，且温带、亚热带和热带均為合適的氣候。它也出現在滿佈沙子的地區。昆士蘭州東南部、新南威爾士州東部、維多利亞州、塔斯馬尼亞州、新西蘭和馬來西亞沙巴京那巴鲁山都有這種真菌出現的紀錄。